# World Beer Cup
World Beer Cup, ou Copa do Mundo da Cerveja é o maior concurso cervejeiro do mundo. Em 2014, o evento, que é bienal e é promovido pela Brewers Association, teve a sua 10ª edição e premiou cervejas do mundo todo em 94 categorias/estilos diferentes.

## Estatísticas
|                           | 2002  | 2004  | 2006  | 2008  |
| ------------------------- | ----- | ----- | ----- | ----- |
| Cervejas Participantes    | 1.173 | 1.566 | 2.221 | 2.864 |
| Cervejarias Participantes | 379   | 393   | 540   | 644   |
| Categorias                | 70    | 81    | 85    | 91    |
| Juízes                    | 71    | 93    | 109   | 129   |